# Хасигути, Такаси
Такаси Хасигути (яп. 橋口 たかし Хасигути Такаси, род. 2 июня 1967, Токио, Япония) — мангака, получивший широкую известность по всему миру благодаря своей манге Yakitate!! Japan, которая выходила с 2002 по 2007 год и была выпущена в общей сложности в 26 томах.
Первое упоминание о Такаси Хасигути относится к 1987 году, когда он получил премию для новичков журнала Young Magazine издательства «Коданся», а уже в 1988 году он дебютировал в этом же журнале с мангой Combat Teacher. Основным мотивом его работ является воплощение в реальность детской или юношеской мечты главного персонажа, а повествование главным образом строится на описании необычных профессий или спортивной деятельности. Кроме того, Такаси Хасигути является автором многих работ в стиле четырёхкадровой манги (т. н. ёнкома). Основной жанр, в котором работает мангака — комедийный.

## Основные даты биографии
- 1987 год — премия для новичков журнала Young Magazine.
- 1988 год — дебют с мангой Combat Teacher.
- 1998 год — аниме-экранизация манги Chousoku Spinner.
- 2002 год — начало издания манги Yakitate!! Japan.
- 2004 год — манга Yakitate!! Japan стала лауреатом премии Shogakukan в категории «сёнэн».[1]
- 2004 год — аниме-экранизация манги Yakitate!! Japan.

## Работы
- Combat Teacher (яп. コンバットティチャー,  «Боевой учитель») (1988)
- Kinniku Kurabu (яп. 筋肉倶楽部, «Клуб силачей») (1991)
- Chiebaa-chan no chiebukuro (яп. チエばーちゃんの知恵ブクロ, «Сумка мудрости Тиэбы») (1992)
- Suto II Bakusho!! Yon-koma Gag Gaiden (яп. ストII爆笑!!4コマギャグ外伝, «Удар II — взрывы хохота!! Неофициальная хроника приколов в стиле Ён-кома») (1993)
- Caster mairu zo! (яп. キャスター参るゾ!) (1995)
- Chosoku Spinner (яп. 超速スピナー, «Супер йо-йо») (1997—2000)
- Windmill (яп. ウィンドミル, «Ветряная мельница») (1997—2001)
- Scissors  (яп. シザーズ, «Ножницы») (2000—2001)
- Yakitate!! Japan (яп. 焼きたて!! ジャぱん, «Свежеиспечённый!! Яппан») (2002—2007)[2][3]
- Saijou no Meii (2008)
- Saijou no Meii — King of Neet (2010)